# Edith Eger
Edith Eva Eger, született Elefánt Edit Éva (Kassa, 1927. szeptember 29. –) magyar zsidó származású pszichológus, aki az Egyesült Államokban praktizál. Holokauszt-túlélő. A poszttraumás stressz szindróma kezelésének specialistája. 2017-ben The Choice – Embrace the Possible címmel jelentek meg a visszaemlékezései, melyekből nemzetközi siker lett. Második,  The Gift – 12 Lessons to Save Your Life címü könyve 2020. szeptemberben látott napvilágot.

## Életrajz
Edith édesapja Elefánt Lajos, édesanyja Ilona. Két idősebb testvére Klára és Magda. Szülei magyar származású zsidók. Szülővárosa, Kassa, születése idején Csehszlovákiához tartozott. Apja szabó volt.
Edith gimnazista korában balettórákra járt, gimnasztikázott, és tagja volt a Magyar Olimpiai Csapatnak. 1942-ben a magyar kormány új zsidóellenes törvényeket vezetett be, ennek következményeként Edith el lett távolítva a csapatból. Idősebbik nővére, Klára budapesti zeneiskolába járt, hegedűn játszott; a háború idején zenetanára fedezte őt. Másik nővére, Magda zongorán játszott.  
1944 márciusában Edithet a kassai gettóba kényszerítették szüleivel és Magdával együtt. Áprilisban egy téglagyárba vitték őket, ahol 12 000 másik zsidóval együtt éltek egy hónapig. Májusban Auschwitzba kerültek, ahol édesanyját gázkamrában ölték meg. Edith memoárjában elmondta, hogy ugyanazon az estén, amikor édesanyját elgázosították, Josef Mengele táncolni kényszerítette őt. Fizetségként egy egész kenyeret kapott, amit aztán megosztott fogolytársaival.
Memoárjában arra is utal, hogy több koncentrációs tábort is megjárt, beleértve Mauthausent is. A nácik evakuálták Mauthausent, és a többi koncentrációs tábort is, amikor amerikai és orosz hadseregek közelítették meg azokat. Edithet Magdával halálmenetre küldték az 55 kilométerre levő gunskircheni táborba. Amikor már a kimerültségtől nem bírt továbbmenni, az egyik lány, akivel a Mengelétől kapott kenyeret megosztotta, felismerte Edithet, és segített őt tovább cipelni. Gunskirchenben annyira rosszak voltak a körülmények, hogy a túlélés érdekében Edithnek füvet kellett ennie, míg sokan mások kannibalizmusra kényszerültek. 1945 májusában az amerikai hadsereg felszabadította a tábort. Ekkor vette észre az egyik katona a holttestek közé vetett Edithet mozogni; orvost hívott és megmentették az életét. A felszabadítás idején 32 kiló volt, törött volt a háta, tífuszos láza, tüdő- és mellhártyagyulladása is volt.

## A háború után
Edithet és Magdát amerikai hadikórházakban kezelték, majd felépülésük után visszamentek Kassára, ahol találkoztak Klára testvérükkel. Szüleik és Edith vőlegénye nem élték túl az Auschwitzban történteket. Végül Edith Éger Bélához ment feleségül, akivel a kórházban ismerkedtek meg, és aki a háború alatt partizán volt. 1949-ben a kommunista fenyegetések hatására az Egyesült Államok-ba költöztek ki kislányukkal. Mindezek után Edith sokáig szenvedett a háború következtében szerzett pszichés traumáktól, nem akart a történtekről beszélni gyermekeinek. 
Később barátságot kötött Viktor Frankl pszichiáterrel, terápiákra járt hozzá, és 1978-ban diplomát szerzett klinikai pszichológus szakon a Texasi Egyetemen. Ugyanekkor engedélyt kapott praktizálásra is, majd megnyitotta magánklinikáját La Jolla városában, Kaliforniában, valamint a Kaliforniai Egyetemen tanított is.
1980-ban Edith visszatért Auschwitzba, hogy szörnyű emlékeivel és elfojtott érzelmeivel szembenézzen. Philip Zimbardo buzdítására 2017-ben publikálta első könyvét A döntés címmel, amiben a haláltábori élményeiről mesél.
Pszichológusként segít az embereknek megszabadulni saját gondolataik terhétől, és a végleges szabadság választására bírni őket. A döntés a New York Times és a Sunday Times bestsellere lett. 2020-ban kiadta második, Az ajándék című könyvét.
Edith szerepelt Oprah Winfrey műsorában is.

## Családja
Az Egyesült Államokba való kiköltözésük után Edithnek és Bélának született még három gyermeke. Éger Béla 1993-ban halt meg.

## Magyarul megjelent művei
- A döntés; ford. Farkas Nóra; Libri, Budapest, 2017
- Az ajándék. 12 életmentő lecke; ford. Mesterházi Mónika; Libri, Budapest, 2020
- Az Ajándék. 12 életmentő lecke; ford. Mesterházi Mónika, Bíró Júlia; Open Books, Budapest, 2021
- A balerina; Open Books, Budapest, 2024

## Díjai, elismerései
- Az év pszichológiatanára díj (1972)[12]
- El Pasoi év asszonya díj (1987)[12]
- Humanitárius díj (1992-ben Kalifornia állam szenátusa adományozta)[12]
- A Magyar Érdemrend középkeresztje (2022)[13]